# فولادهای بینابینی(IF Steels)
در کشورهای توسعه‌یافته فولاد به جزئی جدایی ناپذیر از زندگی افراد تبدیل شده‌است. یکی از کاربردهای وسیع فولاد در صنعت خودروسازی است. با پیشرفت تکنولوژی نیاز به فولادهایی با وزن کمتر و استحکام بیشتر بیش از پیش احساس می‌شود. اصلی‌ترین ویژگی این فولادها باید شکل‌پذیری آنها باشد. فولادهای بینابینی(IF) به دلیل درصد کم کربن و نیتروژن(0.003<%C و ۰٫۰۰۴<%$) این ویژگی را دارا هستند. همچنین این نوع از فولاد نامیرا است که برای ما ویژگی ایده‌آلی محسوب می‌شود.

## میزان شکل‌پذیری
مقدار r به عنوان معیاری از قابلیت کشش عمیق یا شکل‌پذیری ماده مورد استفاده قرار می‌گیرد. وقتی یک ماده در تست تنش مورد کرنش پلاستیکی قرار می‌گیرد، نسبتی به نام r را تعریف می‌کنیم که عبارت است از نسبت کرنش در جهت پهنا به کرنش در جهت ضخامت. r=εw/εt
در شکل ۱ زیر مقدار r در تست کشش به خوبی مشاهده می‌شود:

## ترکیب شیمیایی
یک رابطه پیچیده برای ترکیب شیمیایی وجود دارد: رسوب، تبلورد مجدد و جوانه‌زنی.

کربن و نیتروژن

شکل ۲ اثر کربن و شکل ۳ اثر نیتروژن را بر مقادیر r نشان می‌دهد. همان‌طور که در شکل معلوم است افزایش نیتروژن و فولاد تأثیر مخربی بر شکل‌پذیری دارد. افزایش میزان این عناصر باعث می‌شود که این عناصر فضاهای سودمند بینابینی را پر کنند؛ بنابراین برای تولید این نوع فولاد نیاز است که میزان کربن و نیتروژن تا حد امکان کاهش یابد.
تیتانیوم و نیوبریوم

کم کردن میزان نیتروژن و کربن محصول کنترل دقیق فرایند و جوشکاری در خلأ است. اما با این وجود بازهم نمی‌توان میزان کربن و نیتروژن را از حدی پایین‌تر آورد. برای حذف مقادیر باقیمانده تیتانیوم و نیوبیوم به
صورت جداگانه به محلول مذاب اضافه می‌شود تا اتم‌های بینابینی از محلول جامد از طریق رسوب کاربید، نیترید و کاربونیترید حاصل شود.
سولفور

پایین آوردن میزان سولفور محلول در فولادهای بینابینی باعث می‌شود که رسوب کاربیدهای تیتانیوم بهتر انجام شود؛ بنابراین تمایل به تبلور مجدد و رشد دانهافزایش می‌یابد. این مسئله در شکل ۳ بهتر نمایان می-شود:
سولفور و منگنز

هنگامی که مقادیر سوفور و منگنز موجود در بیشتر از ۰٫۰۰۱ و کمتر از ۰٫۰۸ شود، ترکیب MnS تشکیل
می‌شود. این رسوبات دارای یک تأثیر قدرتمند هستند و باعث اصلاح ساختار دانه(آستنیت به فریت) می‌شوند.

منگنز، سیلیکون و فسفر

اگر ویژگی سختی به فولادهای IF اضافه نشوند، خواص آنها به خواص آهن خالص بسیار شبیه خواهدبود که استفاده از این فولاد را برای تولید صفحات غیرممکن می‌کند. سه عنصر رایجی که برای تقویت فولاد استفاده می‌شوند عبارتند از: منگنز، سیلیکون و فسفر
تأثیر استفاده از این سه عنصر در شکل ۴ مشخص شده‌است. همان‌طور که در شکل مشخص است استحکام تسلیم و استحکام کششی به صورت خطی افزایش می‌یابد اما خاصیت کشش به صورت خطی کاهش می‌یابد.
از میان این سه عنصر منگنز بیشترین تأثیر را بر r دارد و فسفر کمترین تأثیر.
متأسفانه افزودن فسفر ممکن است منجر به افزایش دمای انتقال شکنندگی_انعطاف¬ پذیری شود که این مسئله ممکن است به شکست ترد منجر شود.
عناصر ترمپ

مطالعاتی بر روی تأثیر مس، نیکل، قلع و کروم بر متغیرهای r، کشش و استحکام کششی انجام شده‌است. بر این اساس مقادیر پیشنهادی(۰٫۰۸) مس کمترین تأثیر را بر روی هر کدام از این پارامترها دارد. در مقادیر بالاتر(۰٫۱–۰٫۲۲)، کشش و r کاهش می‌یابند اما استحکام کششی افزایش می‌یابد. برای مطالعه تأثیر سایر عناصر به شکل¬۵ توجه کنید:

## نورد گرم
در کارخانه تولید فولاد IF، سه عنصر کلیدی در کنترل نورد گرم عبارتند از finishing, reheat, coiling temperature
دمای حرارت‌دهی مجدد قطعه
در طول گرم‌شدن مجدد قطعه انحلال رسوبات رخ می‌دهد. این اولین مرحله برای تعیین بافت سطح و اندازه دانه است. به شکل ۶ توجه کنید. همان‌طور که مشخص است در دمای ۱۲۵۰ درجه سانتیگراد، رسوبات کاربید و کاربونیترید تقریباً به‌طور کامل حل می‌شوند درحالیکه  TiN  و TiS به نسبت پایدار هستند.
برخی از محققان تأثیر حرارت‌دهی مجدد قطعه(SRT) را بر متغیر r ناچیز می‌دانند در حالیکه سایر محققان این متغیر را بر شکل‌دهی به ماده مؤثر می‌دانند. شکل شماره ۷ تأثیر SRT را بر گراف کامپوزیتی نشان می-دهد. همان‌طور که مشاهده می‌شود تأثیرات ناچیز و قابل صرف نظر کردن است.
در مجموع می‌توان گفت که تأثیر SRT ناچیز است مگر آنکه بخواهیم در دمای کمتر از ۱۱۵۰ درجه سانتیگراد از آن استفاده کنیم.
سخت‌کردن(roughing)
یکی از محبوب‌ترین اجزا بافت برای توسعه محصولی با ارزش r بالا زمانی اتفاق می‌افتد که اندازه دانه آستنیتی که دوباره گرم می‌شود بزرگ باشد، کرنش اولیه زیاد باشد (کاهش بیش از ۵۰٪)، و دمای پایانی کمتر از دمای تبلور مجدد آستنیت باشد. این مسئله بیانگر آن است که تکامل سودمند اجزای سطح ارتباط نزدیکی با صورت شکل‌گیری دانه‌های آستنیت دارد.

## نورد سرد
دو عملکرد اصلی برای پردازش نورد سرد وجود دارد: تولید به اندازه نیاز مشتری و بهینه‌سازی مشخصه r ماده از طریق تولید یک سازه ناقص با انرژی بالا از طریق تبلور مجدد دانه‌هایی که در طول فرایند بازپخت رشد می‌کنند.
سختی، شکنندگی و سخت‌شوندگی کرنشی یا شاخص n نمایش داده می‌شود که با درجه سرمای کاهشی کمی تفاوت دارد.
شکل ۸ تأثیر درجه سرمای کاهشی را بر متغیر r در سه فولاد بینابینی نشان می‌دهد. بیشترین سرمای کاهشی نود درصد تأثیر را بر این سه فولاد نشان می‌دهد.

## روکش داغ
برای مقابله با خوردگی، امروزه در اکثر اتومبیل‌ها از روکش داغ برای ساخت صفحات بدنه استفاده می‌شود.
یکی از معیارهای اصلی این است که مواد بعد از روکش همچنان کیفیت خود را حفظ کنند تا هیچگونه مشکل جدی در فرایند شکل‌دهی پیش نیاید. از دو کارخانه گزارش شده‌است که معیار r فولادهای گالوانیزه در حدود ۰٫۲ و کشیدگی در حدود ۱٪ در مقایسه با فولادهای بدون روکش کاهش یافته‌است. بر همین اساس فولادهایی که قبلاً روکش نداشته‌اند و به یکباره روکش‌دار شده‌اند ممکن است در عملیات شکل‌دهی فشاری عملکرد ضعیف‌تری داشته باشند. این ضعف به خاطر خواص روکش‌دار کردن و رابطه بستر با پوشش است.
کاهش در معیار r و کشیدگی اجتناب‌ناپذیر است ولی می‌توان آن را به کمترین حد ممکن رساند.
گزارش شده‌است که رابطه بین معیار r و معیار r محصولات بدون روکش خطی است. این مطلب را در شکل ۹ به صورت دقیق‌تری می‌توان مشاهده کرد.